# Liste der Monuments historiques in Lognes
Die Liste der Monuments historiques in Lognes führt die Monuments historiques in der französischen Gemeinde Lognes auf.

## Liste der Objekte
Zum Verständnis siehe: Kirchenausstattung
| Bezeichnung                              | Beschreibung          | Standort                       | Kennzeichnung | Schutzstatus | Datum | Bild |
| ---------------------------------------- | --------------------- | ------------------------------ | ------------- | ------------ | ----- | ---- |
| Glocke                                   | Bronze, 1676 gegossen | in der Kirche St-Martin (Lage) | PM77000969    | Classé       | 1942  |      |
| Skulptur des heiligen Martin als Bischof | Holz, 16. Jahrhundert | in der Kirche St-Martin (Lage) | PM77000970    | Classé       | 1979  |      |